# Уорнер, Джек (футболист, 1911)
Джон Уо́рнер (англ. John Warner; 21 сентября 1911 — 4 октября 1980), более известный как Джек Уорнер (англ. Jack Warner) — валлийский футболист, выступавший на позиции флангового хавбека.

## Клубная карьера
Джек начал карьеру в валлийском клубе «Суонси Таун» в январе 1934 года. Всего провёл за клуб 135 матчей во Втором дивизионе Футбольной лиги.
В июне 1938 года перешёл в английский клуб «Манчестер Юнайтед». Его дебют в основном составе «Юнайтед» состоялся 5 ноября 1938 года в матче Первого дивизиона против бирмингемского клуба «Астон Вилла» на стадионе «Вилла Парк»; «Манчестер Юнайтед» одержал победу в этой игре со счётом 2:0. В сезоне 1938/39 провёл за команду 31 матч (из них 29 в чемпионате). В следующем сезоне чемпионат был отменён из-за начала войны. В военное время помогал тренировать молодёжную команду «Манчестер Юнайтед». После возобновления официальных соревнований в 1945 году Джек провёл ещё пять сезонов в составе «Юнайтед». Он не был регулярным игроком основного состава (за исключением сезона 1946/47), однако часто привлекался как к игре основного состава, так и к матчам резервистов: в конце 1940-х годов был капитаном резервистов «Манчестер Юнайтед». 22 марта 1947 года Джек забил свой первый и единственный гол за «Юнайтед» в чемпионате в матче против «Эвертона». В общей сложности провёл за «Манчестер Юнайтед» 116 матчей и забил 2 гола.
В июне 1951 года Джек Уорнер перешёл в «Олдем Атлетик» в качестве свободного агента. Провёл в клубе один сезон, сыграв в 35 матчах, и забил 2 гола.
В 1952 году перешёл в «Рочдейл», где стал играющим тренером. В сезоне 1952/53 сыграл за клуб 21 матч, после чего завершил карьеру.

## Карьера в сборной
Сыграл два матча за национальную сборную Уэльса: 17 октября 1936 года против сборной Англии и 21 мая 1939 года против сборной Франции.

### Матчи Джека Уорнера за сборную Уэльса
| Матчи Джека Уорнера за сборную Уэльса | Матчи Джека Уорнера за сборную Уэльса | Матчи Джека Уорнера за сборную Уэльса | Матчи Джека Уорнера за сборную Уэльса | Матчи Джека Уорнера за сборную Уэльса | Матчи Джека Уорнера за сборную Уэльса |
| ------------------------------------- | ------------------------------------- | ------------------------------------- | ------------------------------------- | ------------------------------------- | ------------------------------------- |
| №                                     | Дата                                  | Соперник                              | Место проведения                      | Счёт                                  | Соревнование                          |
| 1                                     | 17 октября 1936                       | Англия                                | Кардифф                               | 2:1                                   | Чемпионат Британии 1936/37            |
| 2                                     | 21 мая 1939                           | Франция                               | Коломб                                | 1:2                                   | Товарищеский матч                     |

Итого: 2 матча / 0 голов; 1 победа, 0 ничьих, 1 поражение.

## Статистика выступлений
| Клуб              | Сезон            | Лига | Лига | Кубок | Кубок | Прочие | Прочие | Итого | Итого |
| Клуб              | Сезон            | Игры | Голы | Игры  | Голы  | Игры   | Голы   | Игры  | Голы  |
| ----------------- | ---------------- | ---- | ---- | ----- | ----- | ------ | ------ | ----- | ----- |
| Суонси Таун       | 1933/34          | 2    | 0    | 0     | 0     | 0      | 0      | 2     | 0     |
| Суонси Таун       | 1934/35          | 32   | 0    | 2     | 0     | 0      | 0      | 34    | 0     |
| Суонси Таун       | 1935/36          | 26   | 1    | 1     | 0     | 0      | 0      | 27    | 1     |
| Суонси Таун       | 1936/37          | 33   | 4    | 4     | 0     | 0      | 0      | 37    | 4     |
| Суонси Таун       | 1937/38          | 42   | 4    | 1     | 0     | 0      | 0      | 43    | 4     |
| Суонси Таун       | Итого            | 135  | 9    | 8     | 0     | 0      | 0      | 143   | 9     |
| Манчестер Юнайтед | 1938/39          | 29   | 0    | 2     | 0     | 0      | 0      | 31    | 0     |
| Манчестер Юнайтед | 1939/40          | 3    | 0    | 0     | 0     | 0      | 0      | 3     | 0     |
| Манчестер Юнайтед | 1945/46          | –    | –    | 4     | 0     | 0      | 0      | 4     | 0     |
| Манчестер Юнайтед | 1946/47          | 34   | 1    | 2     | 0     | 0      | 0      | 36    | 1     |
| Манчестер Юнайтед | 1947/48          | 15   | 0    | 1     | 1     | 0      | 0      | 16    | 1     |
| Манчестер Юнайтед | 1948/49          | 3    | 0    | 0     | 0     | 1      | 0      | 4     | 0     |
| Манчестер Юнайтед | 1949/50          | 21   | 0    | 4     | 0     | 0      | 0      | 25    | 0     |
| Манчестер Юнайтед | Итого            | 102  | 1    | 13    | 1     | 1      | 0      | 116   | 2     |
| Олдем Атлетик     | 1951/52          | 34   | 2    | 1     | 0     | 0      | 0      | 35    | 2     |
| Олдем Атлетик     | Итого            | 34   | 2    | 1     | 0     | 0      | 0      | 35    | 2     |
| Рочдейл           | 1952/53          | 21   | 0    | 1     | 0     | 0      | 0      | 22    | 0     |
| Рочдейл           | Итого            | 21   | 0    | 1     | 0     | 0      | 0      | 22    | 0     |
| Всего за карьеру  | Всего за карьеру | 292  | 12   | 23    | 1     | 1      | 0      | 316   | 13    |

## Тренерская статистика
| Команда | Страна | Начало работы | Завершение работы | Показатели | Показатели | Показатели | Показатели | Показатели |
| Команда | Страна | Начало работы | Завершение работы | И          | В          | Н          | П          | % побед    |
| ------- | ------ | ------------- | ----------------- | ---------- | ---------- | ---------- | ---------- | ---------- |
| Рочдейл | Англия | 1 июля 1952   | 31 мая 1953       | 47         | 14         | 5          | 28         | 29,79      |